# 공주 갑사 내원암
갑사 내원암(甲寺 內院庵)은 충청남도 충청남도 공주시 계룡면, 갑사에 있는 조선시대의 건축물이다. 2011년 7월 20일 충청남도의 유형문화재 제211호로 지정되었다.

## 개요
내원암은 동북쪽 구릉을 대지로 조성한 후 동남향으로 배치되어 있으며 정면 7칸, 측면 5.5칸의 丁자형 건물로 一자형 평면에 서쪽 전면으로는 2칸*2칸 규모의 누마루를 달아내고 후면으로 1칸*2칸의 방을 덧붙였으며 중앙의 3칸을 주불전으로 사용하고 있다.
기단은 막돌을 거칠게 다듬어 만들었고, 기둥을 받치고 있는 초석은 덤벙주초이다. 기둥은 건물의 규모에 비하여 상당히 큰 편이고, 높이는 건물의 규모에 비하여 낮음. 1출목의 익공식 양식으로, 출목거리가 매우 짧은 것이 매우 독특하며, 귀부분의 한대와 출목이 결합된 형태 또한 독특한 양식이다.
내원암은 형식과 양식이 다른 건물에서 흔히 볼 수 없는 독특한 형태의 포집으로, 초석의 형상과 자연목의 원형기둥, 공포의 구성, 주불전 상부 격자 천정의 연화문 흔적 등 조선후기에 건축된 건물로 원형을 잘 보존하고 있다.

## 같이 보기
- 갑사

## 참고 자료
- 갑사 내원암 - 국가유산청 국가유산포털